# 刘世英 (元朝)
刘世英，淄州路（治今山东省淄博市淄川区）人，元朝地方官员。劉用世的次子、劉世恩的弟弟。
刘世英的父兄都在灭亡南宋的崖山之战中里有战功。劉世恩后因病让千户之职给弟弟刘世英。刘世英在元世祖时担任柏乡县尹，至元二十二年（1285年）以万户跟随镇南王脱欢出征安南。劉世恩的儿子劉源长大后，劉世英说：“我哥哥的儿子已经能荷戈带甲，我应该归还他应得的禄秩，我可以退居田里了，”向朝廷申请于朝，以刘源袭任千户。